# Diecezja Kole
Diecezja Kole – diecezja rzymskokatolicka  w Demokratycznej Republice Konga. Powstała w 1951 jako prefektura  apostolska. W 1967 podniesiona do rangi diecezji.

## Biskupi diecezjalni
- Victor Van Beurden, † (1951–1980)
- Louis Nkinga Bondala, (1980–1996)
- Stanislas Lukumwena, O.F.M. (1998–2008)
- Emery Kibal, C.P. (od 2015)